# Мечте навстречу
«Мечте навстречу» — советский художественный фантастический фильм 1963 года, поставленный режиссёрами Михаилом Карюковым и Отаром Коберидзе на Одесской киностудии.

## Сюжет
Землян взбудоражило сообщение о приближении космического тела явно искусственного происхождения. Все замерли в ожидании и приготовились к встрече гостей. Однако упавший в океан небольшой шар оказался капсулой, в которой находился бортжурнал инопланетного звездолёта. Ученые смогли воспроизвести его — оказалось, звездолёт направлялся на Землю с планеты Центурий, но был вынужден совершить аварийную посадку на Марсе.
Чтобы помочь пришельцам, с Земли стартует межзвёздный корабль «Океан», на борту которого находится радиоастроном Таня. Вскоре для обеспечения «Океана» дополнительным топливом к нему посылают вторую, грузовую ракету РДУ-12, один из членов экипажа которой, Андрей — человек, который бесконечно дорог Тане.

## В ролях
- Николай Тимофеев — Крылов, академик
- Отар Коберидзе — космонавт Иван Баталов, инженер и художник-любитель
- Лариса Гордейчик — Таня Крылова, космонавт и радиоастроном
- Борис Борисёнок — Андрей Саенко, космонавт и специалист по небесной механике
- Алексей Генесин — Поль, оператор вычислительного центра
- Пеэтер Кард — Василий, командир звездолета (в титрах П. Шмаков)
- Николай Волков (старший) — Лаунстон, доктор
- Т. Почепа — Этания, инопланетянка
- Витольд Янпавлис — космонавт-рассказчик
- Вячеслав Воронин — космонавт
- Леонид Чиниджанц — учёный
- Александр Луценко — учёный
- Семён Крупник — Сантос Рэм, журналист
- Алексей Коротюков
- Василий Векшин

## Съёмочная группа
- Режиссёры — Михаил Карюков и Отар Коберидзе
- Сценаристы — Олесь Бердник (в титрах — А. Бердник), Иван Бондин, Михаил Карюков
- Оператор: Алексей Герасимов
- Композиторы: Вано Мурадели (песни), Эдуард Артемьев (электронная музыка)
- Текст песен: Евгений Долматовский
- Художник: Юрий Швец
- Директора фильма: Адольф Фрадис

## Музыка
Специально для этого фильма Вано Мурадели написал две песни на стихи Евгения Долматовского, ставшие популярными: «И на Марсе будут яблони цвести» и «Я — Земля».
В фильме звучит фрагмент ещё одной песни о космонавтах — «Четырнадцать минут до старта» (музыка Оскара Фельцмана, текст Владимира Войновича).
Электронную «космическую» музыку сочинил и исполнил на фотоэлектронном синтезаторе звука «АНС» Эдуард Артемьев.

## Влияние
Сценарий фильма послужил основой для американского фильма ужасов «Кровавая королева» (1966), в котором также были использованы кадры из советских фильмов «Мечте навстречу» и «Небо зовёт».